# Jacques Seray
Jacques Seray, né en 1939, est un historien du fait cycliste, de la presse sportive, du sport dans l'art et, plus généralement, des arts décoratifs.

## Des pédales et de l'art
Jacques Seray est l'auteur de nombreux livres nourris d'images, dont le sujet principal concerne le vélo et le cyclisme, étudiés sous l'angle historique. Ainsi l'évolution des matériels depuis l'invention de la draisienne au début du XIXe siècle, l'histoire de quelques-uns des acteurs qui ont créé le cyclisme de compétition et, singulièrement, de journalistes visionnaires tels Pierre Giffard, chef des informations au Petit Journal, qui lance en 1891 la course Paris-Brest-Paris et son rival Henri Desgrange, à la tête du journal L'Auto, créateur en 1903 du Tour de France. S'ensuit, en quatre volumes, l'histoire de leur support, la presse sportive, sans laquelle les exploits des pionniers du cyclisme ne seraient évidemment pas magnifiés. Restant pour l'essentiel dans une histoire dont les limites chronologiques s'arrêtent en 1945, l'auteur chronique quelques compétitions et champions de ce que l'on peut appeler les temps héroïques du cyclisme. En cela la biographie d'Eugène Christophe, premier maillot jaune du Tour de France, course que celui-ci n'a jamais remporté, contribue à alimenter la légende du sport cycliste.
Jacques Seray, qui se présente comme un pratiquant du « cyclotourisme au long cours », approfondit certaines thématiques délaissées jusqu'alors. Ainsi  La presse et le sport sous l'Occupation, sujet qui vient clore un cycle historique amorcé avec le pionnier Richard Lesclide, créateur du Vélocipède illustré en 1869.
Amateur d'art, il s'est attaché à montrer le rapport qu'eurent de tout temps les peintres et les sculpteurs avec le sport. Ce qui, s'agissant des Jeux olympiques, mène d'Olympie à Tokyo. Mais, au-delà, Jacques Seray s'est affirmé comme un expert en matière d'arts décoratifs. Son dernier opus, Vitraux, la lumière sublimée en constitue probablement le fleuron.